# Ján Minárik
Ján Minárik (Bytča, 25 luglio 1997) è un calciatore slovacco, difensore dello Žilina.

## Caratteristiche tecniche
È un difensore centrale.

## Carriera
Cresciuto nel settore giovanile dello Žilina, ha esordito in prima squadra il 18 settembre 2018 in occasione dell'incontro di Slovenský Pohár vinto 6-0 contro il Tatran Krásno nad Kysucou.

## Statistiche
Statistiche aggiornate al 17 novembre 2020.

### Presenze e reti nei club
| Stagione        | Squadra         | Campionato      | Campionato | Campionato | Coppe nazionali | Coppe nazionali | Coppe nazionali | Coppe continentali | Coppe continentali | Coppe continentali | Altre coppe | Altre coppe | Altre coppe | Totale | Totale | Totale |
| Stagione        | Squadra         | Comp            | Pres       | Reti       | Comp            | Pres            | Reti            | Comp               | Pres               | Reti               | Comp        | Pres        | Reti        | Pres   | Reti   |        |
| --------------- | --------------- | --------------- | ---------- | ---------- | --------------- | --------------- | --------------- | ------------------ | ------------------ | ------------------ | ----------- | ----------- | ----------- | ------ | ------ | ------ |
| 2014-2015       | Žilina II       | 1L              | 6          | 0          |                 | -               | -               |                    | -                  | -                  |             | -           | -           | 6      | 0      |        |
| 2015-2016       | Žilina II       | 1L              | 9          | 0          |                 | -               | -               |                    | -                  | -                  |             | -           | -           | 9      | 0      |        |
| 2016-2017       | Žilina II       | 1L              | 19         | 0          |                 | -               | -               |                    | -                  | -                  |             | -           | -           | 19     | 0      |        |
| 2017-2018       | Žilina II       | 1L              | 6          | 1          |                 | -               | -               |                    | -                  | -                  |             | -           | -           | 6      | 1      |        |
| 2018-2019       | Žilina II       | 1L              | 13         | 3          |                 | -               | -               |                    | -                  | -                  |             | -           | -           | 13     | 3      |        |
| 2019-2020       | Žilina II       | 1L              | 6          | 0          |                 | -               | -               |                    | -                  | -                  |             | -           | -           | 6      | 0      |        |
| 2020-2021       | Žilina II       | 1L              | 2          | 0          |                 | -               | -               |                    | -                  | -                  |             | -           | -           | 2      | 0      |        |
| 2018-2019       | Žilina          | SL              | 7          | 0          | CS              | 5               | 0               |                    | -                  | -                  |             | -           | -           | 12     | 0      |        |
| 2019-2020       | Žilina          | SL              | 14         | 0          | CS              | 0               | 0               |                    | -                  | -                  |             | -           | -           | 14     | 0      |        |
| 2020-2021       | Žilina          | SL              | 12         | 0          | CS              | 0               | 0               | UEL                | 1                  | 0                  |             | -           | -           | 13     | 0      |        |
| Totale carriera | Totale carriera | Totale carriera | 94         | 4          |                 | 5               | 0               |                    | 1                  | 0                  |             | -           | -           | 100    | 4      |        |